# (103422) Laurisirén
(103422) Laurisirén (2000 AG153) – planetoida z pasa głównego asteroid okrążająca Słońce w ciągu 3,62 lat w średniej odległości 2,36 j.a. Odkryta 9 stycznia 2000 roku.